# Daniel Sordo
Daniel "Dani" Sordo Castillo (Torrelavega, 2 mei 1983) is een Spaans rallyrijder. Hij komt uit in het wereldkampioenschap rally voor het fabrieksteam van Hyundai, actief met de Hyundai i20 Coupé WRC.
Sordo werd in het 2005 kampioen in het Junior World Rally Championship. Vervolgens kwam hij vijf seizoenen uit voor Citroën als teamgenoot van Sébastien Loeb, eerst met de Xsara WRC en later de C4 WRC, waarmee hij in deze periode tot bijna dertig podium resultaten kwam, al bleef een overwinning uit. In de seizoenen 2008 en 2009 eindigde hij derde in het rijders kampioenschap. In de seizoenen 2011 en 2012 reed hij voor Mini, maar kwam daarmee niet tot overwinningen. Na een eenjarige terugkeer bij Citroën komt hij sinds 2014 uit voor Hyundai.

## Carrière

### Vroege Carrière
Daniel Sordo begon op 12-jarige leeftijd in de motorcross. Vervolgens boekte hij in verschillende disciplines binnen de motorsport respectievelijke successen, voordat hij zich volledig ging richten op de rallysport, waar hij al in 1999 in debuteerde, maar zich pas in 2002 volledig op ging richten. In het seizoen 2003 maakte Sordo zijn eerste opwachting in het wereldkampioenschap rally voor eigen publiek in Catalonië, waar hij in een Groep N Mitsubishi Lancer Evolution een toptwintigresultaat wist neer te zetten. Het jaar daarop reed hij in verschillend materiaal rond, en maakte aan het einde van het jaar de overstap naar een Citroën C2 S1600, waarin hij in het seizoen 2005 uiteindelijk een volledig programma mee afwerkte in het Junior World Rally Championship. Sordo behaalde daarin vier klasse-overwinningen en greep op vrij dominante wijze naar de titel in het JWRC.

### Wereldkampioenschap rally

#### 2006-2010: Citroën

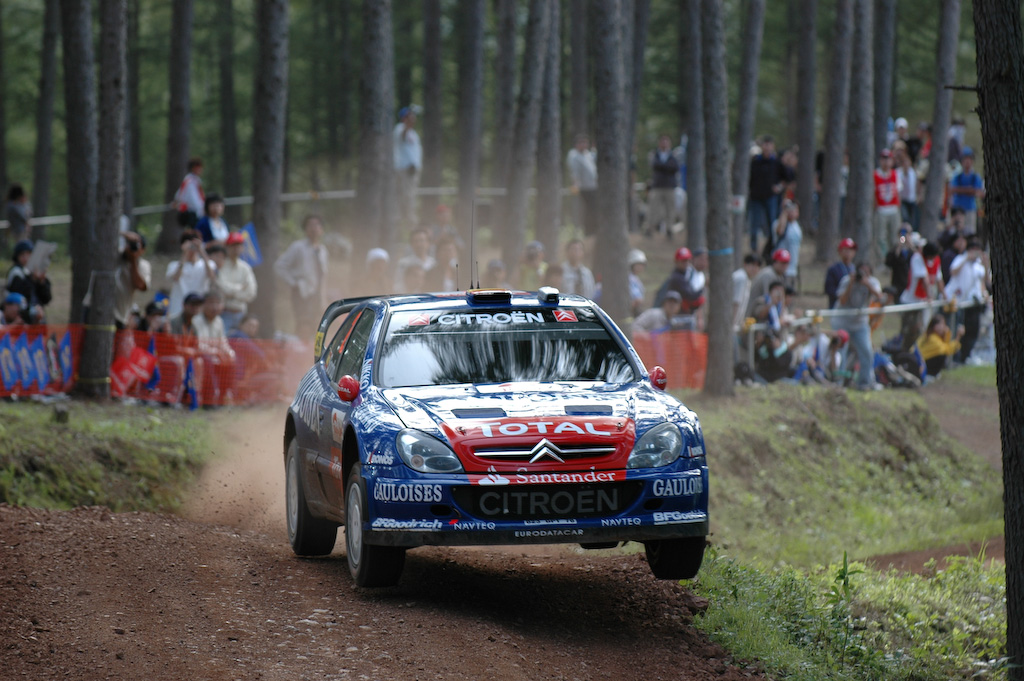
Sordo rijdend voor Kronos Racing met de Citroën Xsara WRC tijdens de rally van Japan in 2006

Na het behalen van de titel in het JWRC in 2005, was het in eerste instantie de bedoeling dat Sordo in het seizoen 2006 een gedeeld programma zou afwerken in wederom het JWRC, en daarnaast een aantal optredens zou maken in een Citroën Xsara WRC. Na een overtuigende seizoensstart in de Xsara WRC, met onder meer een tweede plaats in Catalonië gevolgd door een derde plaats in Corsica, werd hij uiteindelijk gecontracteerd voor een volledig programma als vaste rijder binnen het Kronos Racing team, die dat jaar Citroën vertegenwoordigde in hun WK Rally activiteiten. Sordo behaalde nog in twee andere gevallen een podium resultaat, en eindigde in het rijderskampioenschap uiteindelijk als vijfde. Belangrijk was dat hij ook zijn team- en landgenoot Xavier Pons aftroef qua resultaten, en werd daarom voor het daaropvolgende seizoen 2007 gecontracteerd als vaste tweede rijder naast kopman Sébastien Loeb.
In het seizoen 2007 keerde Citroën terug als volledig fabrieksteam en kwamen in de vorm van de Citroën C4 WRC tevens aanzetten met een nieuwe auto. Het seizoen werd in Monte Carlo sterk geopend met een tweede plaats voor Citroën, met Sordo eindigend als tweede achter winnaar Loeb. In de daaropvolgende paar rally's verliep het iets minder voor Sordo, maar hij compenseerde dit vervolgens met twee derde plaatsen in Portugal en Sardinië. In Catalonië leidde hij voor het eerst in een WK-rally, maar zou uiteindelijk tweede eindigen. In totaal eindigde hij dat seizoen zeven keer op het podium en klasseerde hij zich dit keer als vierde in het rijderskampioenschap. Sordo ging voor het seizoen 2008 wederom in een ondersteunende rol voor teamgenoot Loeb verder bij Citroën. Een ongelukkige start zag hem tijdens de eerste drie rondes weinig punten te hebben gescoord, maar hij pakte dit op met een derde plaats in Argentinië en vervolgens een reeks aan topvijfresultaten, waaronder drie opeenvolgende runner-up posities achter Loeb in Duitsland, Nieuw-Zeeland en Catalonië. Eerder won hij buiten het WK om de SM O.K. Auto-Ralli in Finland, ter voorbereiding van de WK-ronde in Finland. Dit markeerde Sordo's eerste overwinning in een World Rally Car. Sordo eindigde dit keer als derde in het rijderskampioenschap en hielp Citroën mee aan hun vierde titel bij de constructeurs. Het seizoen 2009 verliep niet veel anders. Sordo evenaarde zijn podium ratio uit 2007, maar een overwinning bleef wederom uit. Voor eigen publiek in Catalonië was hij wel op koers om voor zijn debuutzege te kunnen gaan, maar na een beslissing van het team van Citroën liet hij Loeb, die nog in de titelstrijd was verwikkeld, voorbij gaan en eindigde hij voor de vierde keer opeenvolgend als tweede in het evenement. Sordo nam wederom beslag op de derde plaats in het kampioenschap, terwijl Citroën ook weer de constructeurstitel veilig stelde.

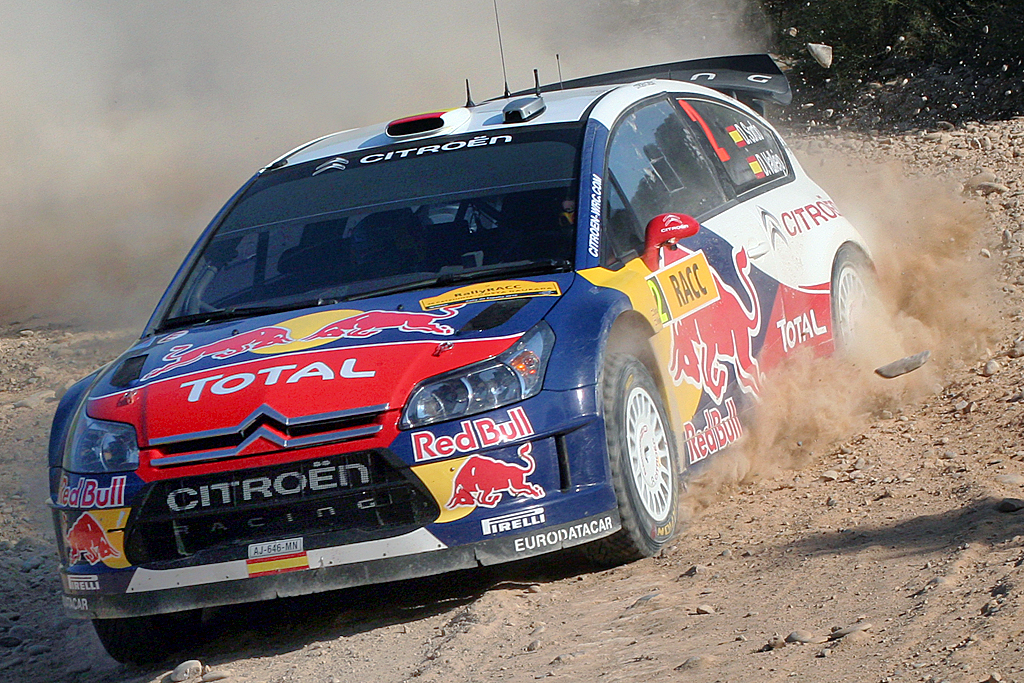
Sordo actief tijdens zijn eerste periode bij Citroën in 2010

Het seizoen 2010 verliep vervolgens niet beter voor Sordo. Pas tijdens ronde zes van kampioenschap in Portugal wist hij voor het eerst op het podium te eindigen, als derde. Op asfalt bleek Sordo zich nog wel het best te kunnen meten met teamgenoot Loeb, met drie keer een tweede plaats, in Bulgarije, Duitsland en Frankrijk en een derde plaats in Catalonië. Op gravel verloor hij echter vaak terrein en werd hij ook achterhaald door Sébastien Ogier die uitkwam voor het Citroën Junior Team, wat Citroëns satelliet team was in het WK rally. Halverwege het seizoen werd uiteindelijk aangekondigd dat Ogier hem voor de resterende WK-rondes op gravel zou vervangen als rijder bij Citroëns fabrieksteam, en Sordo zou op zijn beurt daarin uitkomen voor het Citroën Junior Team. Tot een omwenteling leidde dit niet voor Sordo, en hij eindigde het seizoen relatief teleurstellend als vijfde in het kampioenschap, hoewel Citroën wel weer kampioen werden bij de constructeurs.

#### 2011-2012: Mini

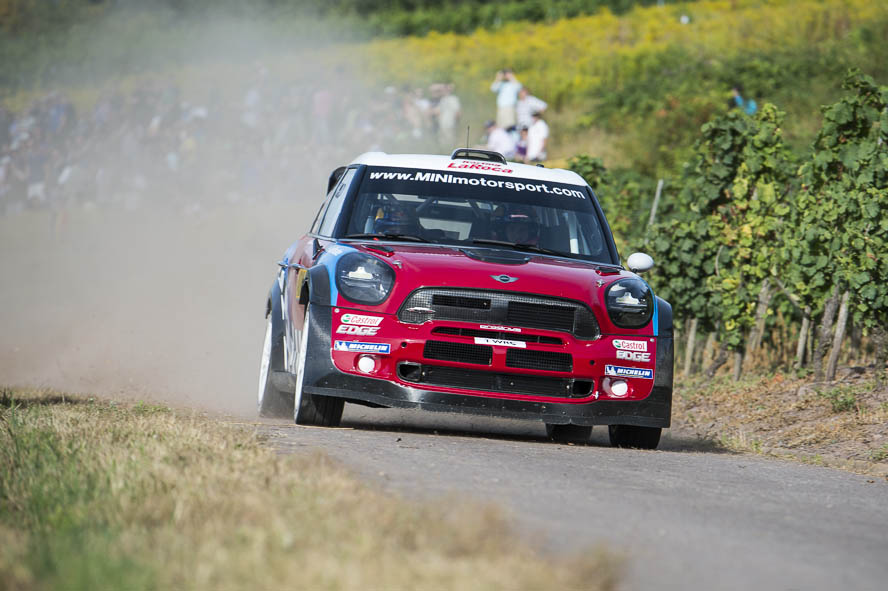
Sordo met de Mini Cooper WRC tijdens de rally van Duitsland in 2012

Sordo werd uiteindelijk na vijf seizoenen Citroën voor het seizoen 2011 definitief vervangen door Ogier. In januari 2011 werd Sordo bevestigd als rijder bij het nieuwe Mini project, dat geïnitieerd werd door eigenaar BMW, en onder preparatie viel van Prodrive Racing, die voorheen succesvol waren in het WK rally met Subaru. Onder het mom van de nieuwe World Rally Car reglementen werd de Mini John Cooper Works WRC geïntroduceerd als wapenfeit en kreeg Sordo in voormalig Intercontinental Rally Challenge kampioen Kris Meeke een nieuwe teamgenoot. De auto maakte tijdens de Rally van Sardinië zijn eerste opwachting in het WK, en Sordo eindigde de rally uiteindelijk verdienstelijk als zesde algemeen. Op asfalt bleek de auto een overtuigender tempo te kunnen aanhouden, wat zich reflecteerde in Sordo's derde plaats in Duitsland, wat daarmee Mini's eerste podium resultaat betekende. Een nog overtuigender optreden maakte Sordo vervolgens mee in Frankrijk, waar hij voor het eerst met de Mini klassementsproeven wist te winnen en zich ook kon mengen in de strijd om de overwinning. Uiteindelijk moest hij zich content stellen met een tweede plaats achter winnaar Ogier. Sordo eindigde in het kampioenschap als achtste.
Sordo startte het seizoen 2012 eindigend als tweede in Monte Carlo. Door een penibele situatie rondom de financiën van het Prodrive team en hun project met de Mini WRC, trok BMW hun fabrieksondersteuning vroeg in het seizoen terug. Een volledig programma werd niet meer afgewerkt en groot succes bleef ook uit. In Portugal won Sordo wel zes klassementsproeven, maar hij verloor tegelijkertijd ook veel tijd waardoor een hoge klassering niet kwam. Zijn beste resultaat na Monte Carlo zou uiteindelijk een zesde plaats in Nieuw-Zeeland worden. Sordo verving tijdens de WK-ronde in Argentinië de geblesseerde Jari-Matti Latvala bij het team van Ford. Hij was op koers voor een derde plaats, totdat hij op de slot klassementsproef moest uitvallen vanwege technische problemen.

#### 2013: Citroën

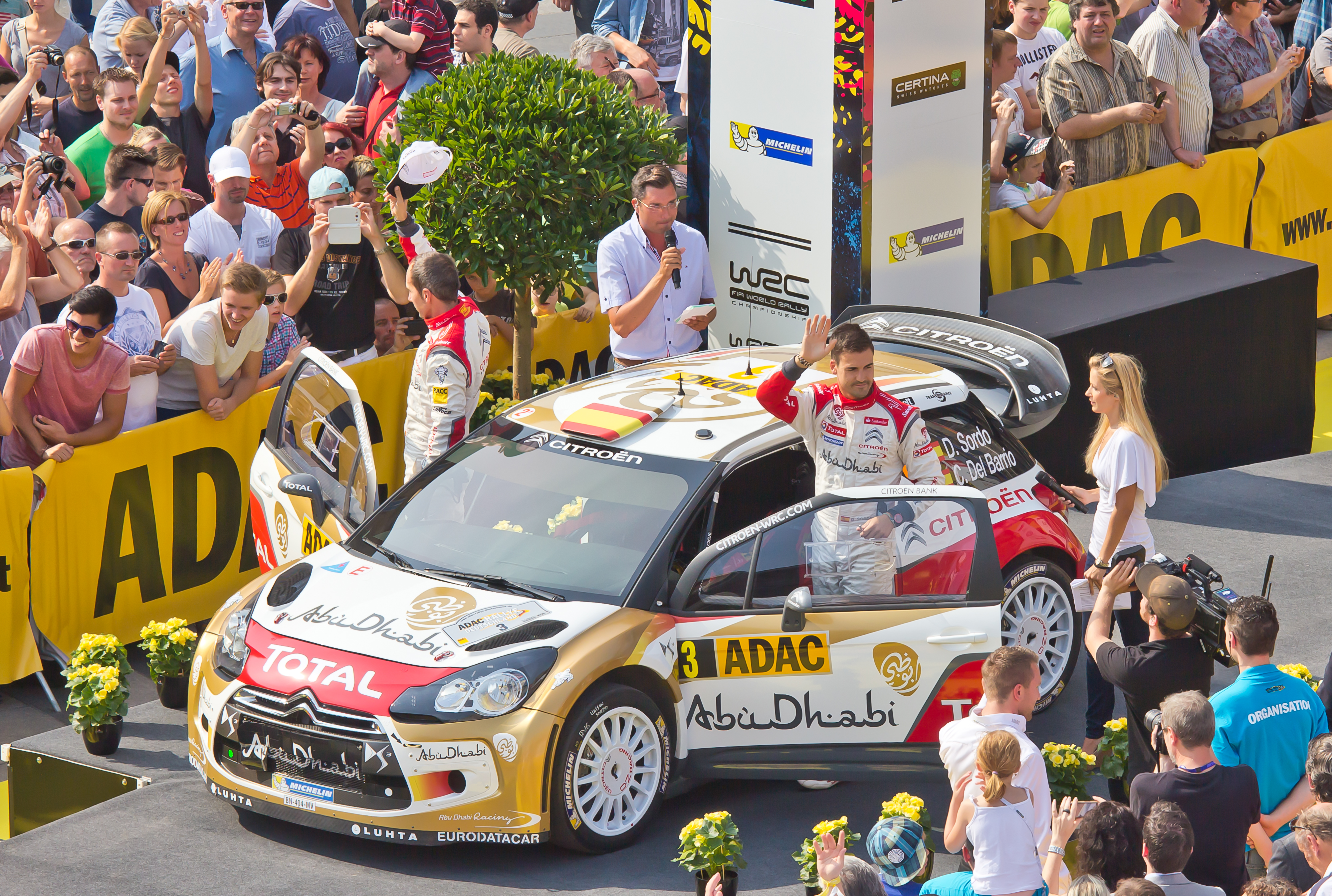
Sordo voorafgaand aan de start in Duitsland in 2013, daar waar hij zijn eerste WK-rally overwinning boekte

Sordo keerde voor het seizoen 2013 terug bij Citroën, die inmiddels actief waren met de DS3 WRC, en reed dat jaar een bijna volledig seizoen voor het team. Zijn hoogtepunt kwam toen hij in Duitsland naar zijn eerste en langverwachte WK-rally overwinning uit zijn carrière greep. De rest van het seizoen verliep vrij typerend voor Sordo, waarin hij niet op alle ondergronden evenveel competitie kon bieden en vooral het resultaat op onverhard uitbleef. In het kampioenschap strandde hij dit keer op een vijfde plaats.

#### 2014-heden: Hyundai

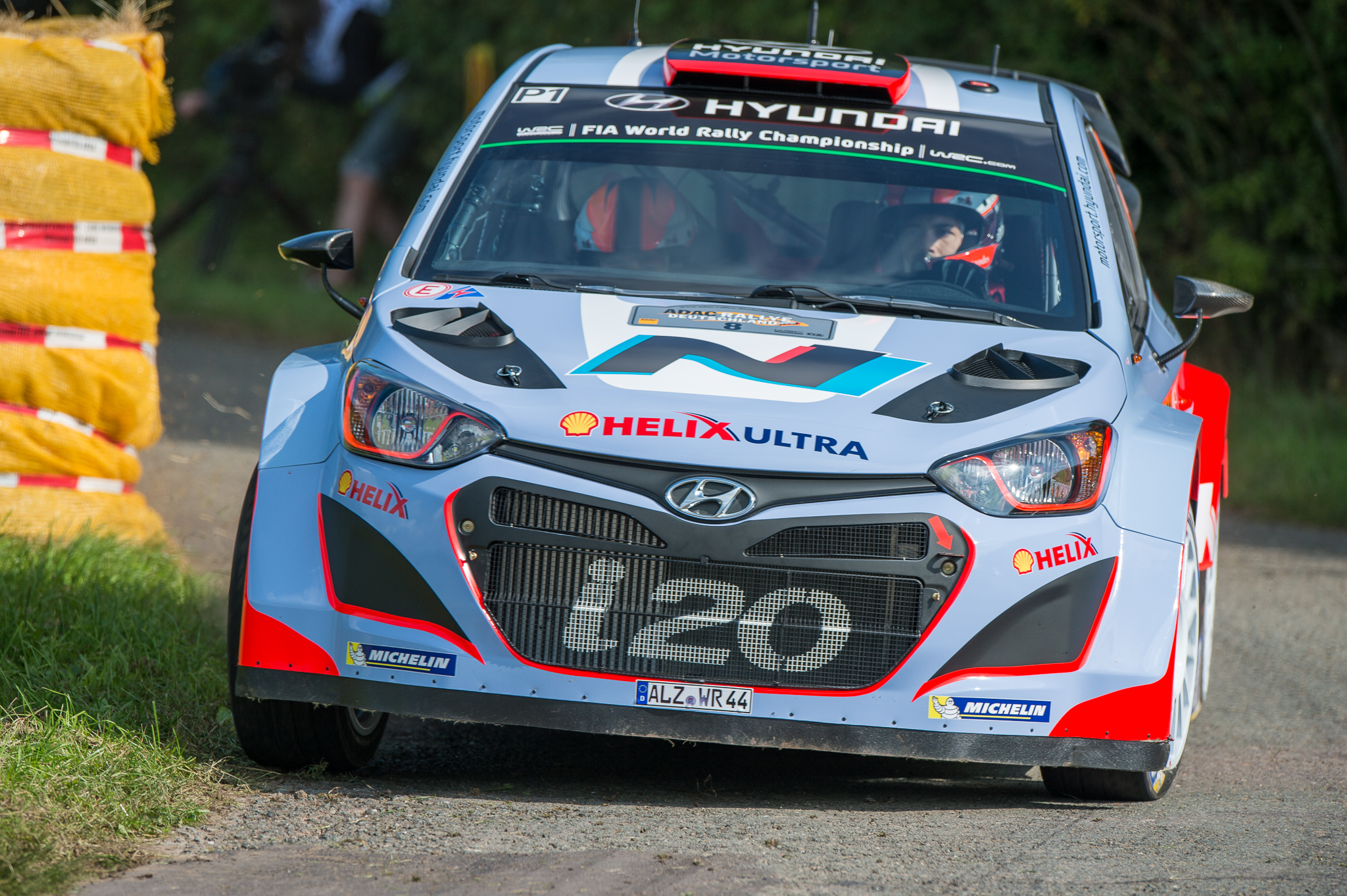
Met Hyundai eindigde hij als tweede in de 2014-editie van de rally van Duitsland

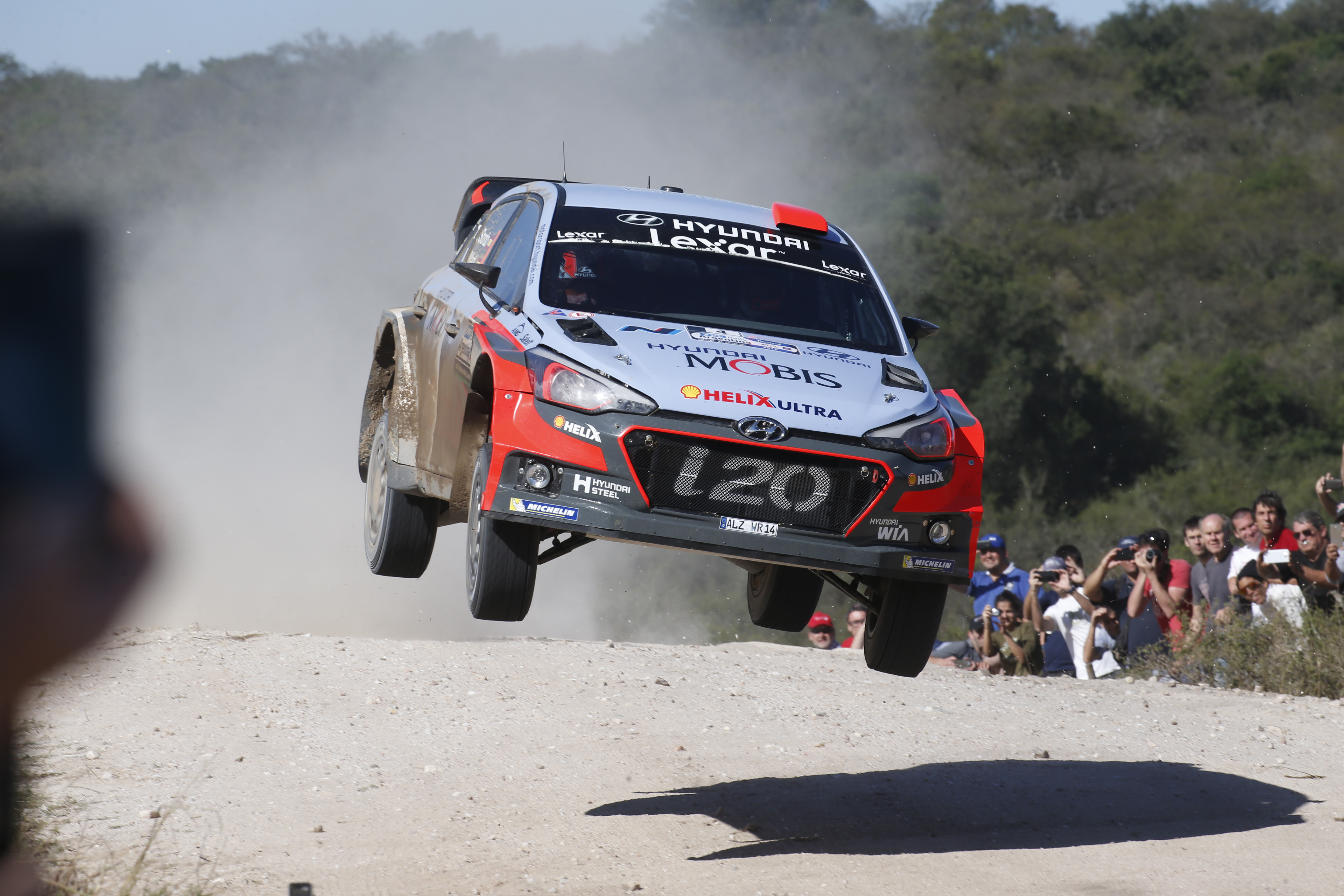
Sordo actief in de NG i20 WRC in Sardinië in 2016

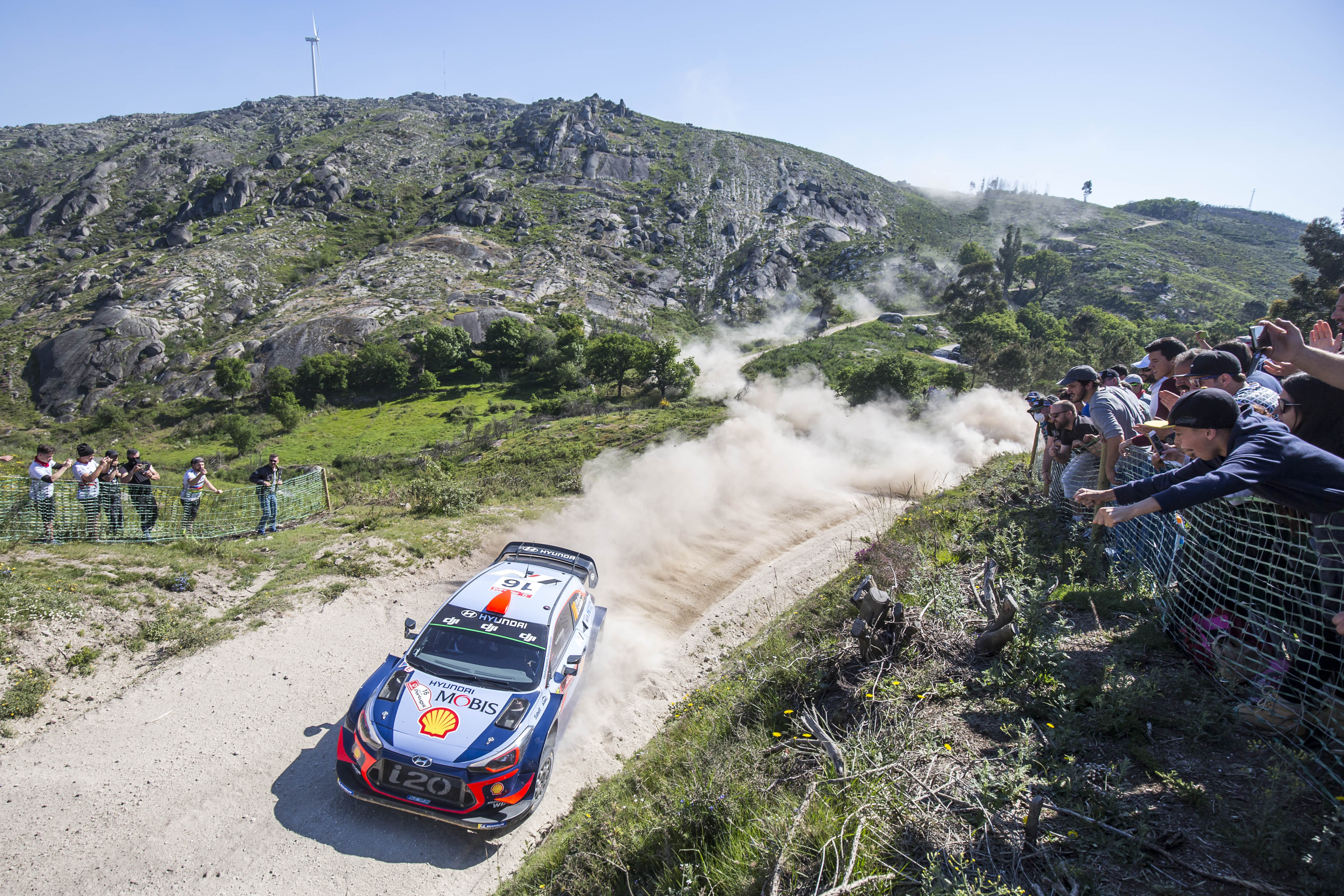
Sordo op weg naar een vierde plaats in Portugal in 2018

Na één seizoen verliet Sordo het team van Citroën alweer en had hij het tweede zitje bemachtigd bij nieuwkomer Hyundai. Deze deelt hij gedurende het seizoen met Juho Hänninen en Chris Atkinson, waarin Sordo in ieder geval garant staat voor deelnames aan de asfaltrally's. Hij debuteerde de Hyundai i20 WRC met een opgave door technische problemen in Monte Carlo, op het moment dat hij een derde plaats vasthield. Hij behaalde zijn eerste finish later dat seizoen in Duitsland, waar het team van Hyundai een een-twee scoorde met teamgenoot Thierry Neuville als winnaar. In 2015 wist hij alleen in Catalonië op het podium te finishen, als derde. Dit resultaat verbeterde hij in deze rally met een tweede plaats in de 2016-editie, na het eerder dat seizoen al te hebben behaald in Duitsland.

## Complete resultaten in het wereldkampioenschap rally
| Seizoen | Inschrijving                | Auto                       | 1       | 2       | 3      | 4       | 5       | 6      | 7       | 8       | 9       | 10      | 11      | 12      | 13      | 14     | 15     | 16    | Pos. | Punten |
| ------- | --------------------------- | -------------------------- | ------- | ------- | ------ | ------- | ------- | ------ | ------- | ------- | ------- | ------- | ------- | ------- | ------- | ------ | ------ | ----- | ---- | ------ |
| 2003    | DSC Equipo Rally            | Mitsubishi Lancer Evo VII  | MON     | ZWE     | TUR    | NZL     | ARG     | GRI    | CYP     | DUI     | FIN     | AUS     | ITA     | FRA     | SPA 18  | GBR    |        |       | –    | 0      |
| 2004    | Daniel Sordo                | Mitsubishi Lancer Evo VII  | MON     | ZWE     | MEX    | NZL     | CYP     | GRI    | TUR     | ARG DNF | FIN     | DUI 17  | JPN     | GBR     | ITA     | FRA 13 |        |       | –    | 0      |
| 2004    | Daniel Sordo                | Citroën C2 S1600           |         |         |        |         |         |        |         |         |         |         |         |         |         |        | SPA 20 | AUS   | –    | 0      |
| 2005    | Daniel Sordo                | Citroën C2 S1600           | MON 15  | ZWE     | MEX    | NZL     | ITA 17  | CYP    | TUR     | GRI DNF | ARG     | FIN 15  | DUI 13  | GBR     | JPN     | FRA 15 | SPA 12 | AUS   | –    | 0      |
| 2006    | Kronos Total Citroën WRT    | Citroën Xsara WRC          | MON 8   |         |        |         |         |        |         |         | DUI 2   | FIN DNF | JPN EX  | CYP DNF | TUR 7   | AUS 23 | NZL 5  | GBR 7 | 5    | 49     |
| 2006    | Daniel Sordo                | Citroën Xsara WRC          |         | ZWE 16  | MEX 4  | SPA 2   | FRA 3   | ARG 5  | ITA 3   | GRI 6   |         |         |         |         |         |        |        |       | 5    | 49     |
| 2007    | Citroën Total WRT           | Citroën C4 WRC             | MON 2   | ZWE 12  | NOO 25 | MEX 4   | POR 3   | ARG 6  | ITA 3   | GRI 24  | FIN DNF | DUI DNF | NZL 6   | SPA 2   | FRA 3   | JPN 2  | IER 2  | GBR 5 | 4    | 65     |
| 2008    | Citroën Total WRT           | Citroën C4 WRC             | MON 11  | ZWE 6   | MEX 16 | ARG 3   | JOR 2   | ITA 5  | GRI 5   | TUR 4   | FIN 4   | DUI 2   | NZL 2   | SPA 2   | FRA DNF | JPN EX | GBR 3  |       | 3    | 65     |
| 2009    | Citroën Total WRT           | Citroën C4 WRC             | IER 2   | NOO 5   | CYP 4  | POR 3   | ARG 2   | ITA 23 | GRI 12  | POL 2   | FIN 4   | AUS 3   | SPA 2   | GBR 3   |         |        |        |       | 3    | 64     |
| 2010    | Citroën Total WRT           | Citroën C4 WRC             | ZWE 4   | MEX 14  | JOR 4  | TUR DNF | NZL 5   | POR 3  | BUL 2   |         | DUI 2   |         | FRA 2   | SPA 3   |         |        |        |       | 5    | 150    |
| 2010    | Citroën Junior Team         | Citroën C4 WRC             |         |         |        |         |         |        |         | FIN 5   |         | JPN 4   |         |         | GBR 5   |        |        |       | 5    | 150    |
| 2011    | Mini WRC Team               | Mini John Cooper Works WRC | ZWE     | MEX     | POR    | JOR     | ITA 6   | ARG    | GRI     | FIN DNF | DUI 3   | AUS     | FRA 2   | SPA 4   | GBR 19  |        |        |       | 8    | 59     |
| 2012    | Mini WRC Team               | Mini John Cooper Works WRC | MON 2   | ZWE DNF | MEX    |         |         |        |         |         |         |         |         |         |         |        |        |       | 11   | 35     |
| 2012    | Prodrive WRC Team           | Mini John Cooper Works WRC |         |         |        | POR 11  |         |        | NZL 6   | FIN     | DUI 9   | GBR     | FRA DNF | ITA     | SPA 9   |        |        |       | 11   | 35     |
| 2012    | Ford World Rally Team       | Ford Fiesta RS WRC         |         |         |        |         | ARG DNF | GRI    |         |         |         |         |         |         |         |        |        |       | 11   | 35     |
| 2013    | Abu Dhabi Citroën Total WRT | Citroën DS3 WRC            | MON 3   | ZWE DNF |        |         | ARG 7   |        |         |         |         |         | FRA 2   |         |         |        |        |       | 5    | 123    |
| 2013    | Citroën Total Abu Dhabi WRT | Citroën DS3 WRC            |         |         | MEX 4  | POR 12  |         | GRI 2  | ITA 4   | FIN 5   | DUI 1   | AUS     |         | SPA DNF | GBR 7   |        |        |       | 5    | 123    |
| 2014    | Hyundai Motorsport          | Hyundai i20 WRC            | MON DNF | ZWE     | MEX    |         | ARG DNF | ITA    | POL     | FIN     | DUI 2   | AUS     | FRA 4   | SPA 5   | GBR     |        |        |       | 10   | 40     |
| 2014    | Hyundai Motorsport N        | Hyundai i20 WRC            |         |         |        | POR DNF |         |        |         |         |         |         |         |         |         |        |        |       | 10   | 40     |
| 2015    | Hyundai Motorsport          | Hyundai i20 WRC            | MON 6   | ZWE     | MEX 5  | ARG 5   | POR 6   | ITA 20 | POL 10  | FIN 11  | DUI 4   |         | FRA 8   | SPA 3   | GBR 4   |        |        |       | 8    | 89     |
| 2015    | Hyundai Motorsport N        | Hyundai i20 WRC            |         |         |        |         |         |        |         |         |         | AUS 7   |         |         |         |        |        |       | 8    | 89     |
| 2016    | Hyundai Motorsport          | Hyundai NG i20 WRC         | MON 6   |         | MEX 4  | ARG 4   | POR 4   | ITA 4  |         |         | DUI 2   | CHN C   | FRA 7   | SPA 2   | GBR 6   |        |        |       | 5    | 130    |
| 2016    | Hyundai Motorsport N        | Hyundai NG i20 WRC         |         | ZWE 6   |        |         |         |        | POL DNF | FIN     |         |         |         |         |         | AUS 5  |        |       | 5    | 130    |
| 2017    | Hyundai Motorsport          | Hyundai i20 Coupé WRC      | MON 4   | ZWE 4   | MEX 8  | FRA 3   | ARG 8   | POR 3  | ITA 12  | POL 4   | FIN 9   | DUI 34  | SPA 15  | GBR 10  | AUS     |        |        |       | 6    | 95     |
| 2018    | Hyundai Shell Mobis WRT     | Hyundai i20 Coupé WRC      | MON DNF | ZWE     | MEX 2  | FRA 4   | ARG 3   | POR 4  | ITA     | FIN     | DUI DNF | TUR     | GBR     | SPA 5   | AUS     |        |        |       | 7    | 71     |
| 2019*   | Hyundai Shell Mobis WRT     | Hyundai i20 Coupé WRC      | MON     | ZWE     | MEX 9  | FRA 4   | ARG 6   | CHL    | POR 23  | ITA 1   | FIN     | DUI 5   | TUR 5   | GBR     | SPA 3   | AUS    |        |       | 8    | 89     |

* Seizoen loopt nog.

#### Overwinningen
| # | Seizoen | Rally                       | Navigator         | Auto                  |
| - | ------- | --------------------------- | ----------------- | --------------------- |
| 1 | 2013    | 31. ADAC Rallye Deutschland | Carlos del Barrio | Citroën DS3 WRC       |
| 2 | 2019    | 16º Rally d'Italia Sardegna | Carlos del Barrio | Hyundai i20 Coupé WRC |

## Overige internationale overwinningen

#### Intercontinental Rally Challenge
| Seizoen | Rally               | Navigator         | Auto                              |
| ------- | ------------------- | ----------------- | --------------------------------- |
| 2012    | 55ème Tour de Corse | Carlos del Barrio | Mini John Cooper Works 1.6T S2000 |